# Karoline von Fuchs-Mollard
Karoline von Fuchs-Mollard (Dresda, 1º gennaio 1681 o il 14 gennaio 1681 in Vienna – Vienna, 27 aprile 1754) contessa addetta al servizio della Casa d'Asburgo per lungo tempo e istitutrice della futura Imperatrice Maria Teresa e delle sue sorelle e successivamente dei suoi figli.

## Biografia
Era figlia del conte Ferdinand Ernst Mollard, vicepresidente della Camera aulica e proprietario del Palazzo Mollard a Vienna, e di Katharina von Seeau.
Nel 1710 sposò Christoph Ernst von Fuchs zu Bimbach und Dornheim (1664–1719), che nel 1705 fu elevato dall'imperatore Giuseppe I al rango di conte del Sacro Romano Impero. Dal matrimonio nacquero due figlie, una delle quali sposerà poi il conte e feldmaresciallo Leopold Joseph von Daun.
Alla sua morte, per volere di Maria Teresa d'Asburgo, fu sepolta con gli Asburgo nella cripta imperiale nonostante non avesse con loro alcun rapporto di parentela. Sul suo sarcofago si legge un'iscrizione di gratitudine firmata dall'imperatrice.